# António Gedeão
Rómulo Vasco da Gama de Carvalho, né à Lisbonne le 24 novembre 1906 et mort dans la même ville le 19 février 1997, est un chimiste, historien des sciences et poète portugais, connu sous le pseudonyme d’António Gedeão. Le jour de sa naissance est commémoré au Portugal sous le nom de « Jour national de la Culture scientifique » (Dia Nacional da Cultura Científica).

## Principales publications

### Histoire de la science et de l'enseignement
- Ausência de Descartes. Gazeta de Física. 2,4(1950)107-108.
- No primeiro centenário de Lorentz. Gazeta de Física. 2,10(1952)275-278, .
- Ferreira da Silva, Homem de Ciência e de Pensamento 1853-1923. Porto, 1953.
- A pretensa descoberta da lei das acções magnéticas por Dalla Bella em 1781 na Universidade de Coimbra. Coimbra, 1954. Sep. Revista Filosófica, vol. 4, fasc. 11,
- Portugal nas ‘Philosophical Transactions’ nos séculos XVII e XVIII. Coimbra, 1956. Sep. Revista Filosófica, 15-16.
- Albert Einstein (1879-1955). Gazeta de Física. 3,4(1956)89-96.
- Joaquim José dos Reis, construtor das máquinas de física do Museu Pombalino da Universidade de Coimbra. Vértice. 177(1958).
- História da Fundação do Colégio Real dos Nobres de Lisboa [1765-1772]. Coimbra, 1959.
- Posição histórica de invenção do nónio de Pedro Nunes. Palestra. 4(1960).
- Homenagem a Pascal, 3º centenário. Palestra. 16(1962)21-37.
- Apontamentos sobre Martinho de Mendonça de Pina e de Proença [1693-1742]. Ocidente. 56(1963)5-36.
- Leonis de Pina e Mendonça, Matemático Português do Século XVIII. Ocidente. 66(1964)170-175.
- Breve desenho de educação de um menino Nobre. Palestra. 24(1965)40-44.
- Relações científicas do astrónomo francês Joseph-Nicolas de L’Isle com Portugal. Coimbra, 1967.
- História do Gabinete de Física da Universidade de Coimbra [1772-1790] desde a sua fundação em 1772 até ao Jubileu do Prof. Giovani António Dalla Bella. Coimbra, 1978.
- Relações entre Portugal e a Rússia no Século XVIII. Lisboa, 1979.
- A Actividade Pedagógica da Academia das Ciências de Lisboa nos Séculos XVIII e XIX. Lisboa, 1981.
- A Física Experimental em Portugal no Sécu1o XVIII. Lisboa, 1982.
- A Astronomia em Portugal no Século XVIII. Lisboa, 1985.
- A Fisica na Reforma Pombalina. in História e Desenvolvimento da Ciência em Portugal. Lisboa, 1986. p. 143-168.
- História do Ensino em Portugal, desde a fundação da nacionalidade até ao fim do regime de Salazar-Caetano. Lisboa, 1986.
- A História Natural em Portugal no Século XVIII. Lisboa, 1987.
- D. João Carlos de Bragança, 2 duque de Lafões fundador da Academia das Ciências de Lisboa. Lisboa, 1987.
- História dos balões. Lisboa: Relógio d'água, 1991.
- O material didáctico dos séculos XVIII e XIX do Museu Maynense da Academia das Ciências de Lisboa. Lisboa, 1993.
- O material etnográfico do Museu Maynense da Academia das Ciências de Lisboa. Lisboa, 2000.

### Poésie
- 1956 - Movimento Perpétuo
  - (Pedra Filosofal)[2],[3]
- 1958 - Teatro do Mundo
- 1959 - Declaração de Amor
- 1961 - Máquina de Fogo
  - (Lágrima de preta)[4],[5]
- 1964 - Poesias Completas
- 1967 - Linhas de Força
- 1980 - Soneto
- 1982 - Poema para Galileu
- 1984 - Poemas Póstumos
- 1985 - Poemas dos textos
- 1990 - Novos Poemas Póstumos

### Fiction
- 1942 - Bárbara Ruiva (1ª edição: Abril 2009)
- 1973 - A poltrona e outras novelas

### Théâtre
- 1978 - RTX 78/24
- 1981 - História Breve da Lua

### Essais
- 1965 - O Sentimento Científico em Bocage
- 1985 - Ay Flores, Ay flores do verde pino